# Svante Grände
Svante Grände, född 26 mars 1947 i Tvååker, död 14 oktober 1975 vid en gård i närheten av Yacuchina i provinsen Tucumán i Argentina, var en svensk biståndsarbetare, medlem i dåvarande UBV, och gerillasoldat. 
Han var kyrkoherde Gustaf Grändes och Anna-Carin Cronas femte barn av sju.
Grände studerade på latinlinjen innan han fick ett stipendium för att studera ett år i USA. Efter avlagd studentexamen  åkte han till Frankrike och studerade vid universitetet i Aix-en-Provence under ett års tid. Då gjorde han flera resor till bland annat Tjeckoslovakien och Nordafrika. Väl hemma igen gjorde han militärtjänstgöring och studerade ryska för att därefter studera i Uppsala där han tog en fil kand i språk och historia. I Uppsala studerade han sedan Sydamerikas problem hos UBV. Hans första uppdrag var att vara hjälparbetare i Colombia.
Grände verkade som biståndsarbetare i Chile från 1971 fram till Pinochets militärkupp 1973, tillsammans med 22 andra svenska ungdomar. Han och sju andra ungdomar placerades i Valdivia, där han jobbade som lärare för icke läskunniga skogsarbetare. Dagen innan militärkuppen försvann han upp i bergen. Han gick, av egen övertygelse, tillsammans med en del kamrater och anslöt sig till den marxist-leninistiska motståndsrörelsen Movimiento de Izquierda Revolucionaria (MIR), där han fick titeln el Comandante Julio, eller "svensken".
Då den chilenska militären inledde en offensiv i södra Chiles skogar flydde Grände och några kamrater till Argentina. Efterhand kom han även att delta i väpnade aktioner mot den argentinska militären då han på uppmaning av MIR hade gått med i Folkets revolutionära arme, ERP. Han återvände ett tag till Sverige. År 1974 reste han åter till Latinamerika. Grände var politisk kommissarie i sin pluton i bergskompaniet  Ramon Rosa Jimenez. Han utnämndes till medlem i MIRs ledande kommitté i Argentina, och var föreslagen att bli medlem i MIRs centralkommitté. Han sköts till döds i en nattlig strid med militär i provinsen Tucumán i Argentina oktober 1975. Kroppen har aldrig återfunnits.
En av ledarna i MIR, Edgardo Enriquez, skrev ett brev till Grändes föräldrar efter hans försvinnande där det bland annat stod: "Med svenskens bortgång har gerillan i Chile och Argentina, arbetarklassen och folken i dessa länder förlorat en övertygad kämpe, en mogen och lysande politisk ledare och en älskad och oförglömlig kamrat och vän."
Svante Grände är tillsammans med Dagmar Hagelin en av två saknade svenskar under det smutsiga kriget.